# Footloose (film, 2011)
Pour les articles homonymes, voir Footloose.
Pour plus de détails, voir Fiche technique et Distribution.
Footloose est un film musical américain écrit et réalisé par Craig Brewer, sorti en 2011. Il s'agit du remake de Footloose réalisé par Herbert Ross, sorti en 1984.

## Synopsis
Ren quitte Boston pour une petite ville du sud, Bomont. Danseur né, il heurte les conceptions morales de la communauté et de son révérend, le maître à penser de l'endroit. Mais Ren tombe amoureux de la fille de l'homme d'église, et les autres jeunes se rallient à lui pour prouver que danse ne rime pas toujours avec décadence.

## Fiche technique
- Titre : Footloose
- Réalisation : Craig Brewer
- Scénario : Dean Pitchford et Craig Brewer, d'après l'histoire de Dean Pitchford
- Direction artistique : Chris Cornwell
- Décors : Jon Gary Steele
- Costumes : Laura Jean Shannon
- Photographie : Amy Vincent
- Montage : Billy Fox
- Musique : Deborah Lurie
- Productions : Gary Barber, Roger Birnbaum, Neil Meron, Dylan Sellers, Brad Weston et Craig Zadan[1]
- Budget : 24 000 000 de dollars
- Sociétés de production : Spyglass Entertainment, MTV Films
- Sociétés de distribution : Paramount Pictures (Canada, France, États-Unis), Universal Pictures International (UPI) (Belgique)
- Pays d'origine : États-Unis
- Langue originale : anglais
- Format : couleur – 2.35 : 1 – 35 mm – Dolby Digital, SDDS, DTS
- Genre : Comédie dramatique, Film romantique et Film musical
- Durée : 113 minutes
- Dates de sortie :
  -  Canada,  États-Unis : 14 octobre 2011
  -  Belgique : 2 novembre 2011
  -  France : 21 décembre 2011

## Distribution
Source et légende : version française (VF) sur RS Doublage et selon le carton du doublage français sur le DVD zone 2.
- Kenny Wormald (VF : Franck Lorrain) : Ren McCormack
- Julianne Hough (VF : Marie-Eugénie Maréchal) : Ariel Moore
- Dennis Quaid (VF : Bernard Lanneau) : le révérend Shaw Moore
- Andie MacDowell (VF : Rafaèle Moutier) : Vi Moore
- Miles Teller (VF : Donald Reignoux) : Willard Hewitt
- Ray McKinnon (VF : Xavier Fagnon) : oncle Wes Warnicker
- Patrick Flueger (VF : Thibaut Belfodil) : Chuck Cranston
- Kim Dickens (VF : Marie Zidi) : tante Lulu Warnicker
- Ziah Colon (VF : Audrey Sablé) : Rusty Rodriguez
- Ser'Darius Blain (VF : Mohad Sanou) : Woody
- L. Warren Young (VF : Frantz Confiac) : Andy Beamis
- Brett Rice (en) (VF : Hervé Jolly) : Roger Dunbar
- Maggie Elizabeth Jones : Amy Warnicker
- Mary-Charles Jones : Sarah Warnicker
- Enisha Brewster : Etta
- Josh Warren (en) (VF : Charles Pestel) : Rich Sawyer
- Corey Flaspoehler : Russell Holmes
- Anessa Ramsey (en) (VF : Julia Boutteville) : Caroline
- Jason Ferguson : Travis Wayne
- Frank Hoyt Taylor : M. Parker
- Jayson Warner Smith : l'officier Herb
- Claude Phillips (VF : Christophe Peyroux) : Claude
- Clayton Landey (en) : le coach Guerntz
- Sandra Ellis Lafferty : Mme Allyson
- Jamal Sims (VF : Asto Montcho) : Kegger D. J.
- Clay Chappell (VF : Jerome Wiggins) : l'adjoint au maire
- Tony Vaughn (VF : Jean-Luc Atlan) : le conseiller municipal
- Tracy Goode (VF : Jérôme Wiggins) : le juge
- Benjamin Taylor Davis () : Robert Moore (non crédité)
- Patricia French : Eleanor Dunbar (non créditée)

## Production
Le tournage du film a démarré au printemps 2009. Côté casting, Zac Efron a finalement refusé de jouer dans ce remake. L'acteur de la série Gossip Girl, Chace Crawford a accepté de reprendre le rôle, Ren McCormick, tenu par Kevin Bacon en 1984. Le 13 avril 2010, Chace Crawford renonce à son rôle. Il est remplacé par Kenny Wormald.
Le budget du film s'élève à 24 millions de dollars, soit trois fois plus que celui de 1984 qui bénéficiait d'un budget de 8 millions de dollars.